# 331011 Peccioli
331011 Peccioli è un asteroide della fascia principale. Scoperto nel 2009, presenta un'orbita caratterizzata da un semiasse maggiore pari a 2,5921070 UA e da un'eccentricità di 0,1137386, inclinata di 8,44405° rispetto all'eclittica.
L'asteroide è dedicato all'omonimo comune italiano, che in occasione della denominazione ha realizzato nel 2012 un annullo filatelico dedicato.